# Cryphoeca nivalis
Cryphoeca nivalis is een spinnensoort uit de familie van de waterspinnen (Cybaeidae).
De wetenschappelijke naam van de soort werd in 1919 gepubliceerd door Ehrenfried Schenkel-Haas.